# 終末のお天気
『終末のお天気』（しゅうまつのおてんき）は、いよわの楽曲である。歌唱は歌声合成ソフトウェアのv_flowerによる。のちにきゅうくらりん等で知られるようになるボカロP・いよわの初の楽曲であり、2018年2月14日にニコニコ動画に投稿された。

## リリースまで
本楽曲の作者であるいよわが作曲を始めたのは、ゲームソフトの作曲機能で遊んでいたのが最初であった。ニンテンドー3DSのゲームソフトでの作曲から始まり、好きな楽曲の耳コピをするようになり、次第に趣味としてiPhoneの作曲アプリ・GarageBandで楽器を打ち込んで遊ぶようになっていったという。また、高校生の時ににシーケンサやオーディオ録音機能のあるキーボード、カシオCTK-7200を購入した。当初はそこに歌唱を載せようとは考えていなかったものの、スマートフォンアプリ版のVOCALOIDの存在を知ったことをきっかけに、ボカロ楽曲を投稿しようと思い至った。そこで当時高校2年生であったいよわは、2018年2月14日に初のボーカロイド楽曲として本楽曲のミュージック・ビデオをニコニコ動画に投稿した。当時の制作環境は、リズムをCTK-7200もしくはGarageBandで打ち込み、その他の音をGarageBandで打ち込んだりCTK-7200で手引きしたりで編集していたと思われる。歌唱のv_flowerはMobile VOCALOID EditorをiPhone上で編集することで制作し、動画に用いたイラストもiPhone上で制作したものである。歌唱にflowerを用いた理由についていよわは、初音ミクとflowerの両方で曲を書き出してより合うほうを選んだのだろうと述べている。
投稿後の反響について、音楽プロデューサーの横川理彦は「完成度の高さは驚きを持って迎えられた」と述べており、ニコニコ動画での再生数は2025年6月時点で19.5万回を記録している。

## 楽曲
ライターのnamahogeは本楽曲のサウンドを「いかにもDTM初心者らしい素朴なサウンド・デザイン」と述べつつも、いよわの楽曲の特徴であるマキシマリズムの萌芽を指摘している。いよわの楽曲は概してBPMが高いという特徴があり、本楽曲もその例に漏れず242と非常に高速である。また、歌声合成ソフトウェアを用いた楽曲全般の特徴として声域の広さが挙げられるが、本楽曲の声域もC3からC5の2オクターブにわたっている。横川はfrowerを用いた歌唱について、歌唱の滑らかさ、ハモり、ビブラート表現の巧みさのほか、人間では不可能に近い歌唱法といったボーカロイド特有の表現を指摘している。
バックトラックについて、横川は「トトト」とどもったようなスタッター・エフェクトがみられる箇所や突然無音になる箇所の存在を指摘しており、その理由について、GarageBand上でデータを刻んだためだろうと推測している。また、バックトラックにトータルコンプが強くかかっている点を指摘し、「「いよわ」自身が意識していたかはわからない」と述べている。そして、ブリッジ部分でのシンセベースの振り分け、キーボードによるリードギター音、間奏とサビのつなぎ、後半のブラス音の使い方、パート数の多さ、転調の自然さ、滑らかなでロディラインなど、伴奏制作の巧みさに小学生時代からの蓄積を指摘している。